# Castello di Thurnhof (Hermagor-Pressegger See)
Il castello di Thurnhof (in tedesco Schloss Thurnhof) si trova nell'ex-comune Hermagor che rientra nel recente comune austriaco di Hermagor-Pressegger See, Distretto di Hermagor appartenente al Land della Carinzia e la sua storia inizia probabilmente nel XIII secolo.

## Storia

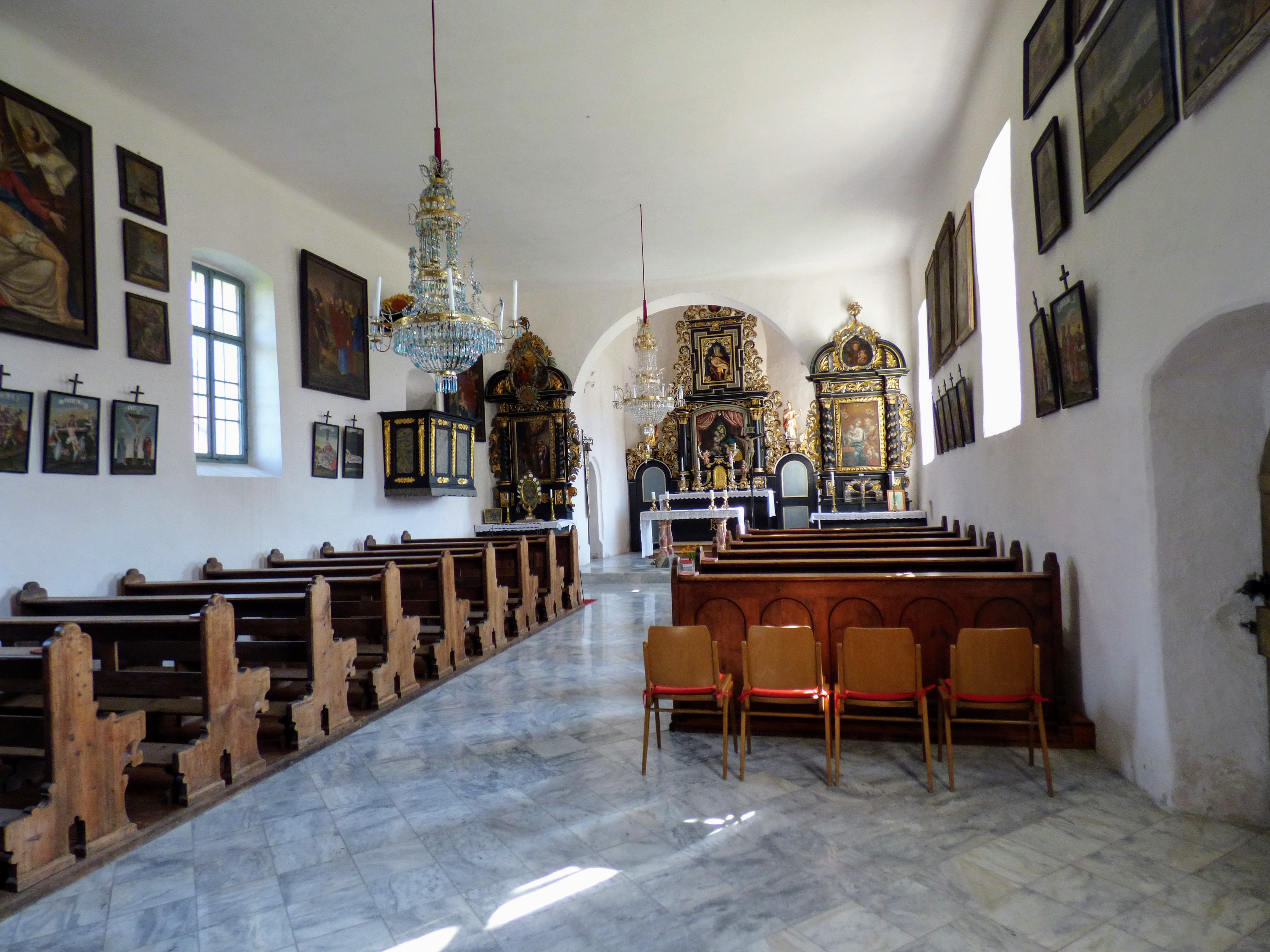
Interno della chiesa della Visitazione di Maria, antica cappella gentilizia del castello, nella quale è conservato un ex voto del XVII secolo relativo ad una tempesta che si abbattè su Hermagor con l'immagine di castel Thurnhof

Il castello un tempo era probabilmente una fortificazione che serviva a proteggere il territorio di Grünburg, poco lontano, e quasi certamente doveva controllare il traffico commerciale sulla vicina Gitschtalstraße. La prima menzione storica del maniero ci viene indirettamente dalla citazione dell'allora signore locale Henricus der Turri nel 1342 ma l'edificio esisteva probabilmente già da tempo poiché la vicina chiesa di Maria Thurn (anche chiesa della Visitazione di Maria), citata già nel 1261, era quasi certamente una cappella appartenente al castello. Verso la fine del XIV secolo ci sono state ulteriori menzioni. Si è pensato che il castello di Thurnhof sia stato utilizzato come casino di caccia dall'imperatore Massimiliano I d'Asburgo per le sue battute nella zona. In un territorio legato alla parrocchia di Hermagor del 1533 vi compare un certo Wastl von Thurn e la proprietà del maniero attorno al 1570 era probabilmente della famiglia Grössing, circostanza confermata dalla presenza del loro stemma in legno con la data dell'anno posto sopra l'altare maggiore della vicina chiesa meta di pellegrinaggio. Nel 1616 l'arciduca Ferdinando II d'Asburgo lo concesse in feudo a Gregor Roßbacher e il suo successore, Christoph Roßbacher, lo vendette all'abate Konstantin del monastero di Arnoldstein. Nel 1702 l'abate Amandus lo cedette a Jakob Adam Grössing, esattore delle tasse a Lessach. La famiglia Grössing, già nota localmente da tempo, ebbe l'investitura al titolo di cavaliere nel 1708 e come detto precedentemente i signori Grössing potrebbero aver posseduto il castello già nel 1570. Nel 1786 Leopold Anton von Grössing vendette il castello al capomastro Johann Seebacher. Nel XIX secolo tra i proprietari si ricorda Maximilian Lackner, proprietario del birrificio di Hermagor. Nel 1870 l'edificio passò di proprietà e dal XX secolo appartiene alla famiglia Lampersberger.

### Chiesa della Visitazione di Maria
La chiesa della visitazione di Maria è una chiesa succursale della parrocchia di Hermagor dal 1859 e la sua importanza in questo caso è legata al fatto che in origine era una cappella privata del castello Thurnhof, e che venne menzionata nel 1261. L'edificio recente, inizialmente in stile tardo gotico trasformato in stile barocco, conserva come strutture originali la sagrestia con copertura a sesto acuto e il portale sud indicano l'antico carattere gotico dell'edificio. Vicino all'altare destro, tra i vari ex voto, ne è conservato uno del XVII secolo relativo ad una tempesta che si abbatté su Hermagor con l'immagine del castello di Thurnhof.

## Descrizione
Il castello si trova ad Hermagor, precedentemente comune autonomo poi accorpato con Hermagor-Pressegger See nel Distretto di Hermagor appartenente al Land della Carinzia. Il castello comprende la torre, dalla quale il nome alla struttura, e un edificio residenziale posto nella sua parte occidentale. Sembra essere stata un'abitazione rurale fortificata in epoca rinascimentale. L'anno 1593, che è inciso nel soffitto a travi lignee ben conservato di una stanza dell'edificio residenziale, ricorda la proproetà della famiglia Grössing. I resti di una cornice graffita di una finestra murata sulla facciata a sud risalgono anche loro alla fine del XVI secolo. La torre quadrata di quattro piani è la parte originale e più antica del complesso, risale alla fine del XV secolo. Questa opera di difesa ha ridotte dimensioni e i due piani inferiori sono ancora abitati. Le sue pareti non sono intonacate come quelle dell'edificio residenziale e sono costruite in pietra di cava coi bordi squadrati. Le poche finestrelle ancora presenti servivano da feritoie per la difesa armata. Sul lato ovest, al terzo piano, è visibile una di queste feritoia murata. All'ultimo piano potrebbe esserci stata una merlatura e a farlo pensare ci sono i resti di travi sui lati nord e ovest. Sul lato est della torre era presente un'ampia apertura ad arco ribassato, successivamente murata che serviva per l'accesso. Il complesso non ha mai avuto né un fossato né un muro di cinta. Nelle sue immediate vicinanze dsi trova la chiesa succursale della Visitazione della Vergine Maria, che fu cappella gentilizia fino al 1859. Essendo proprietà privata non possibile la visita se non l'osservazione dall'esterno.

### Bene architettonico tutelato
Il castello di Thurnhof è stato posto sotto tutela dei monumenti da parte della Repubblica austriaca col numero 17777.